# Cladostigma nigistiae
Cladostigma nigistiae är en vindeväxtart som beskrevs av Sebsebe Dernissew. Cladostigma nigistiae ingår i släktet Cladostigma och familjen vindeväxter. Inga underarter finns listade i Catalogue of Life.